# Ucrania en los Juegos Paralímpicos de Nagano 1998
Ucrania estuvo representada en los Juegos Paralímpicos de Nagano 1998 por once deportistas, seis mujeres y cinco hombres.

## Medallistas
El equipo paralímpico ucraniano obtuvo las siguientes medallas:
| Nombre             | Deporte        | Evento                                 |
| ------------------ | -------------- | -------------------------------------- |
| Oro                |                |                                        |
| Pedro Kardash      | Esquí de fondo | 5 km ID masculino                      |
| Pedro Kardash      | Esquí de fondo | 15 km ID masculino                     |
| Pedro Kardash      | Esquí de fondo | 20 km ID masculino                     |
| Plata              |                |                                        |
| Tamara Kulynych    | Biatlón        | 7,5 km LW10-12 femenino                |
| Olga Kravchuk      | Esquí de fondo | 5 km estilo clásico ID femenino        |
| Bronce             |                |                                        |
| Olena Akopyan      | Biatlón        | 7,5 km LW10-12 femenino                |
| Svitlana Tryfonova | Esquí de fondo | 2,5 km silla de esquí LW10-12 femenino |
| Olena Akopyan      | Esquí de fondo | 5 km silla de esquí LW10-12 femenino   |
| Tamara Kulynych    | Esquí de fondo | 10 km silla de esquí LW10-12 femenino  |